# C!ty'super
C!ty'super（英語：Citysuper、シティ・スーパー）は香港を中心に展開するブランドスーパーマーケット、九龍倉集団の一つ子会社である。
1996年に元香港西武の館長だった故人石川正志によって創業され、今まで香港で4店舗を開いているだけではなく、上海市、台湾でも展開している。
海外から新鮮な野菜、果物、肉、魚介など輸入食品を発売しているから、香港の人々のみならず、在留外国人に対し、大人気スーパーマーケットである。
日本にも子会社を有しており、日本ブランドの食品等をアジア各国の店舗へ輸出している。

## 外部リンク

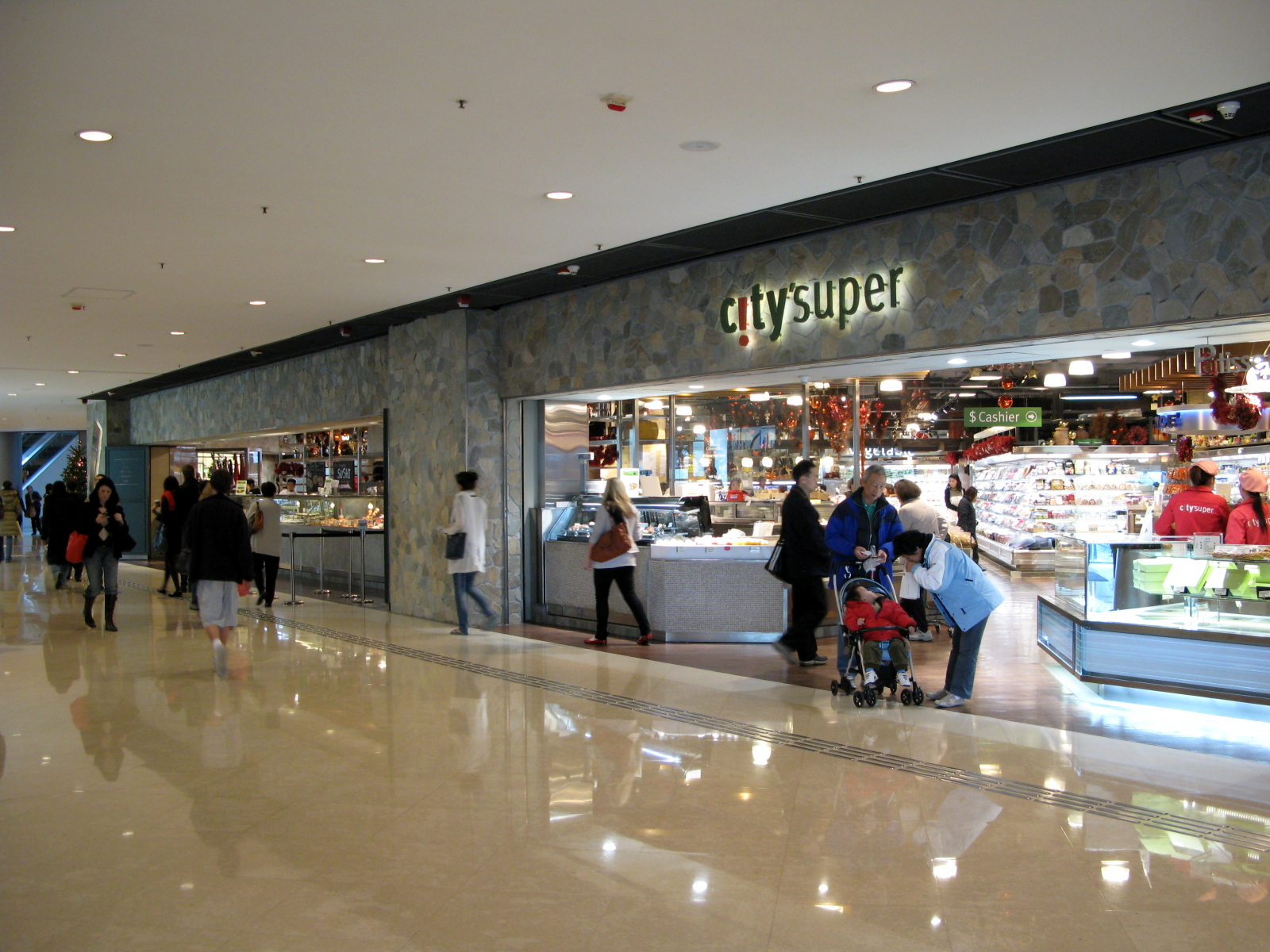
香港中環国際金融中心第二期のc!ty'super
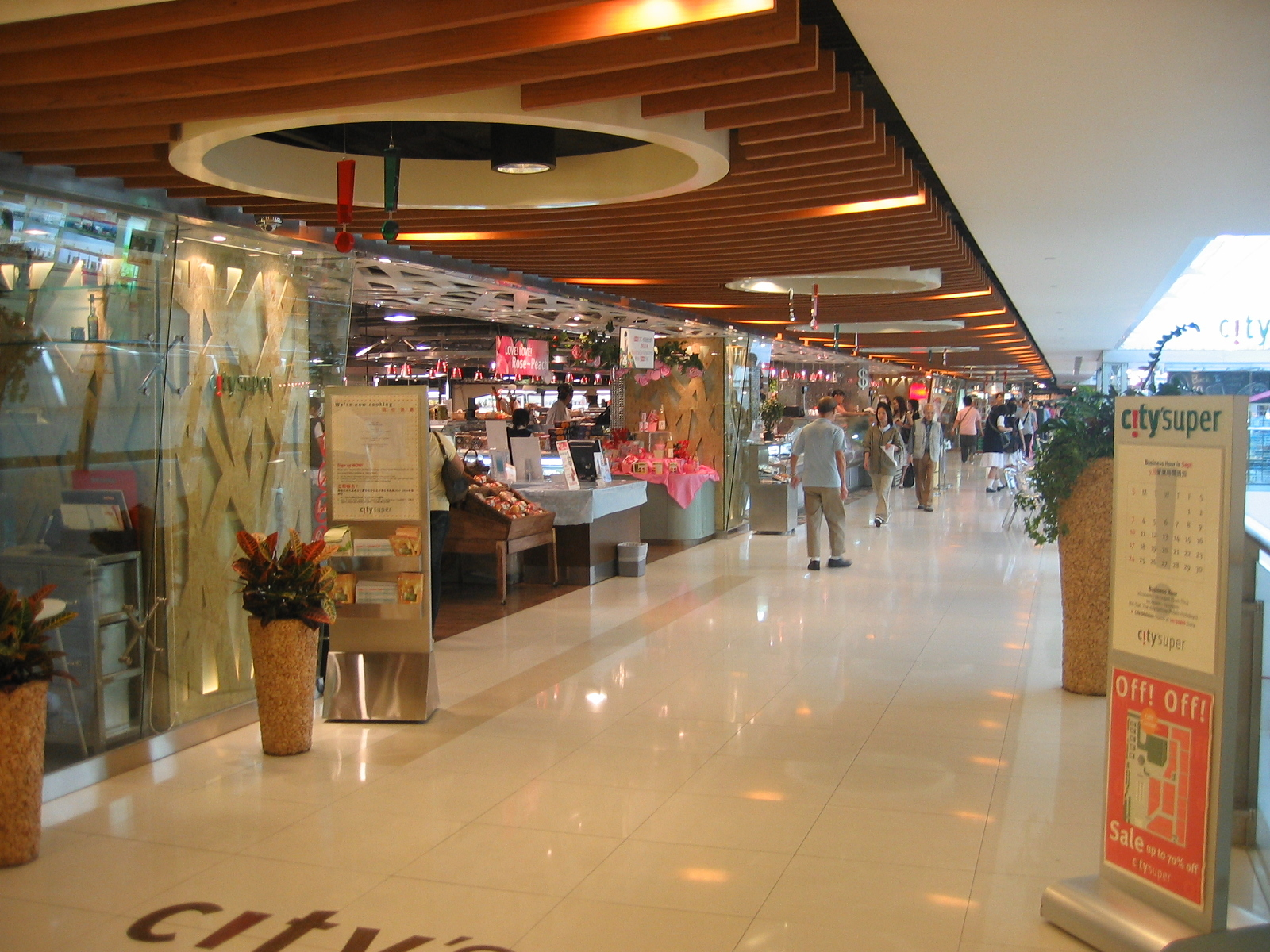
香港沙田新城市広場第一期のc!ty'super